# Khanzir
Khanzir (arabisk: خنزير, persisk: خوک) er et arabisk ord for svin, der også bruge af flere andre sprog som låneord. Det er også navnet på en berømt kinesisk gris, der var at finde i Kabul Zoo i Kabul, Afghanistan. Den blev berømt som den eneste gris i Afghanistan, der hovedsageligt er et muslimsk land, hvor man ikke spiser svinekød. Derfor er der ingen svinefarme i landet.
Khanzir var en orne, som Kabul Zoo havde fået af Kina i 2002. Den var den ene af et par, hvis partner døde senere.
Khanzirs status som "Afghanistans eneste gris" fik genstand for international interesse i maj 2009, hvor den blev flyttet i karantæne. Den blev flyttet som følge af de besøgendes bekymring over det verdensomspændende udbrud af influenza A (H1N1) ("svineinfluenza"). Aziz Gul Saqib, direktøren for Kabul Zoo, forklarede at Khanzir var "stærk og sund", og noterede at "den eneste årsag til at vi har flyttet ham var fordi det afghanske folk ikke havde stor viden om svineinfluenza, og når de ser en gris, så bliver de bekymrede over at de kan blive syge." Khanzir blev flyttet tilbage efter en karantæne på to måneder.